# Dimensionierung
Im Ingenieurwesen bezeichnet man die Festlegung von Maßen aufgrund objektiver Kriterien während der Auslegung je nach Fachdisziplin als Bemessung oder Dimensionierung. Die Kriterien können auf Erfahrungswerten beruhen, physikalische Gesetzmäßigkeiten berücksichtigen oder auf gesetzlichen Vorgaben fußen. Regelmäßig sind die Bemessungsgrundlagen und -verfahren im technischen Regelwerk und den nationalen und internationalen Normen niedergelegt. Unter Dimensionierung wird in der Regel auch die Festlegung auf die Eigenschaften des zu verwendeten Werkstoffs verstanden.
Ausgangspunkt des Bemessungsvorgangs sind die Anforderungen, die an das zu bemessende Objekt gestellt werden. Ziel der Bemessung ist es, anhand eines Rechenvorgangs oder aus einer Tabelle die notwendige und optimale Größe oder Belastbarkeit eines Bauteils festzustellen. Die Bemessung wird zu Prüfzwecken (soweit erforderlich) schriftlich dokumentiert.

## Vorbemessung
Die endgültige Bemessung kann erst nach Abschluss sämtlicher Planungsstadien erfolgen, da erst zu diesem Zeitpunkt alle notwendigen Parameter feststehen. Um schon während des Planungsprozesses eine konkretere Vorstellung über die Maße der vorgesehenen Bauteile zu erhalten, sowie um die grundsätzliche Durchführbarkeit nachzuweisen, werden diese in der Regel vordimensioniert. Dabei werden anhand vereinfachter festgelegter Regeln überschlägige Annahmen über die zu erwartenden Ergebnisse der Dimensionierung getroffen und das weitere Planungsgeschehen verläuft auf Basis dieser Annahmen.